# Atwater (métro de Montréal)
Pour les articles homonymes, voir Atwater.
Atwater est une station de la ligne verte du métro de Montréal, dans la province de Québec au Canada. Elle est située à la frontière entre l'arrondissement Ville-Marie et la ville de Westmount.

## Situation sur le réseau

Plan du métro (2021).

Établie en souterrain, Atwater est une station de passage de la ligne verte du métro de Montréal. Elle est située entre la station Lionel-Groulx, en direction du terminus sud Angrignon, et la station Guy-Concordia, en direction du terminus nord Honoré-Beaugrand.
Elle dispose des deux voies de la ligne, encadrées par deux quais latéraux. 

## Histoire
La station Atwater est mise en service le 14 octobre 1966, lors de l'ouverture à l'exploitation de la première section de la ligne verte de Atwater à Papineau. Elle est nommée en référence à l'avenue éponyme, elle même appelée en l'honneur d'Edwin Atwater (1808–1874), conseiller municipal pour le district de Saint-Antoine et fondateur de la Banque d'épargne. Cette appellation date de 1871.

## Services aux voyageurs

### Accès et accueil
La station dispose de deux édicules : A, 3015, boul. de Maisonneuve Ouest et B, 2322, rue Ste-Catherine Ouest.
L'édicule A comporte une sortie vers la Rue de Maisonneuve et l'édicule B, qui se situe dans le Square Cabot, comporte deux sorties, une vers la Rue Atwater et une vers la Rue Sainte-Catherine. Il existe aussi plusieurs sorties secondaire qui connectent le Collège Dawson, le centre commercial Alexis Nihon et le centre commercial Westmount.

Installations
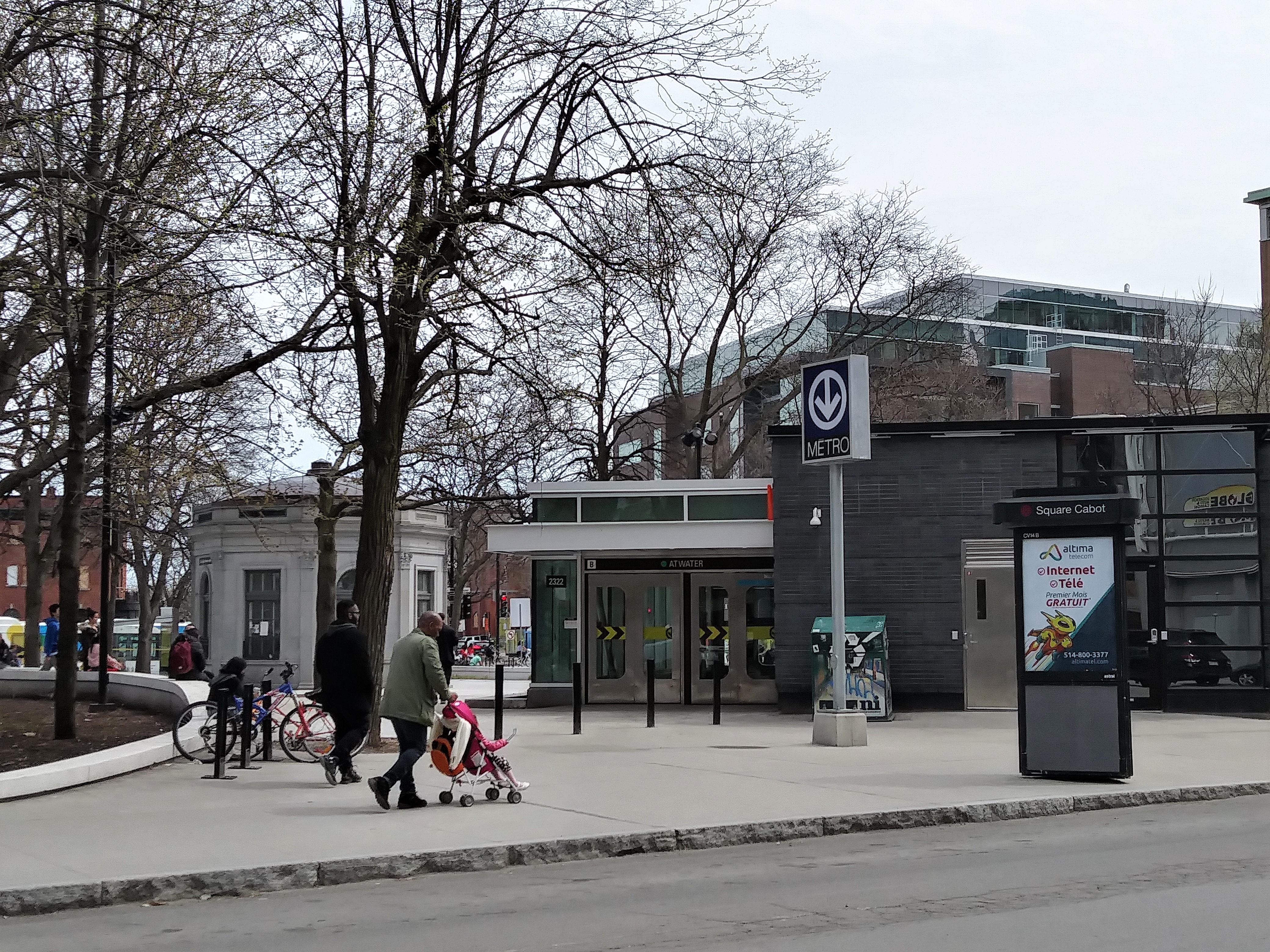
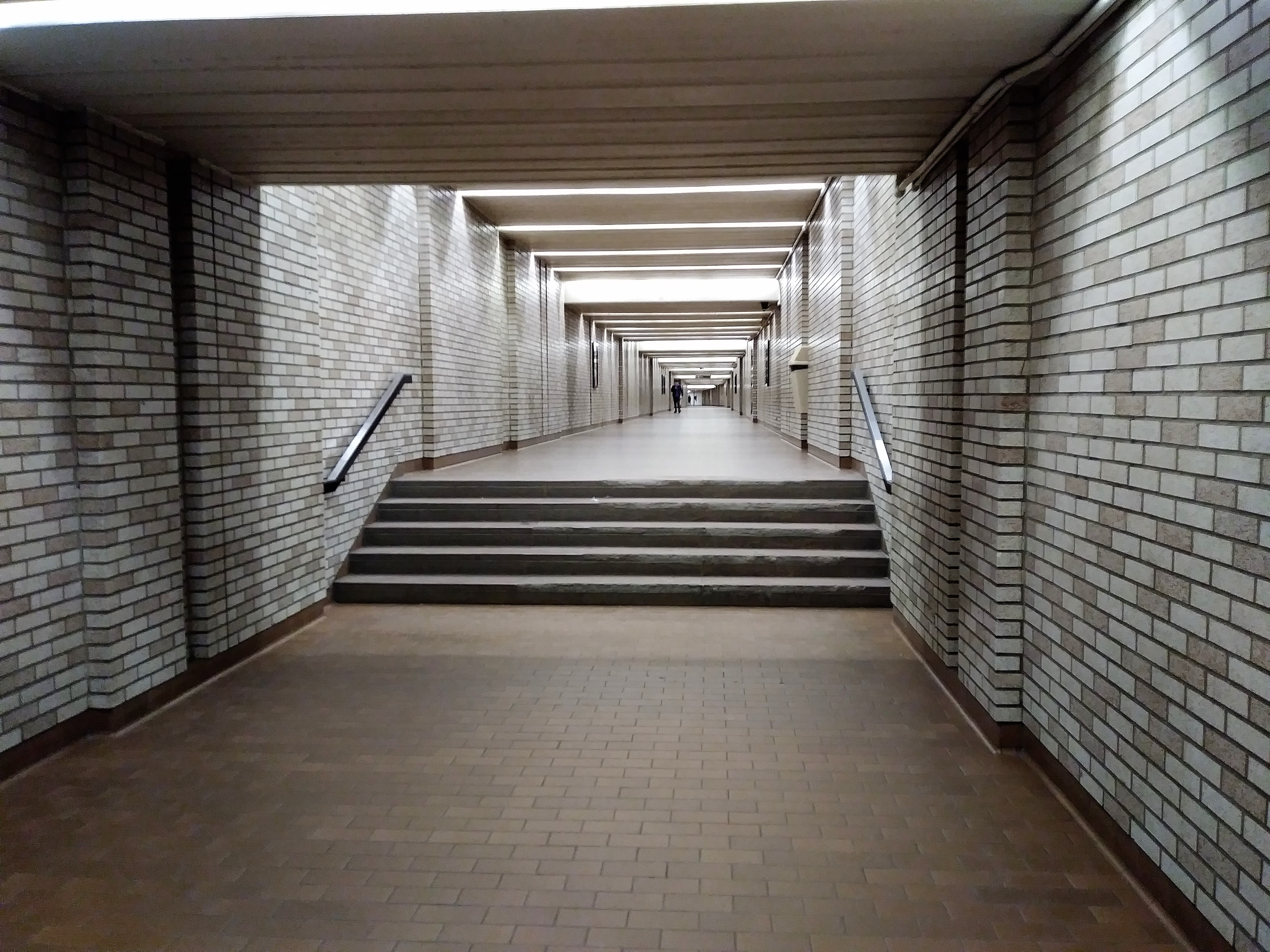
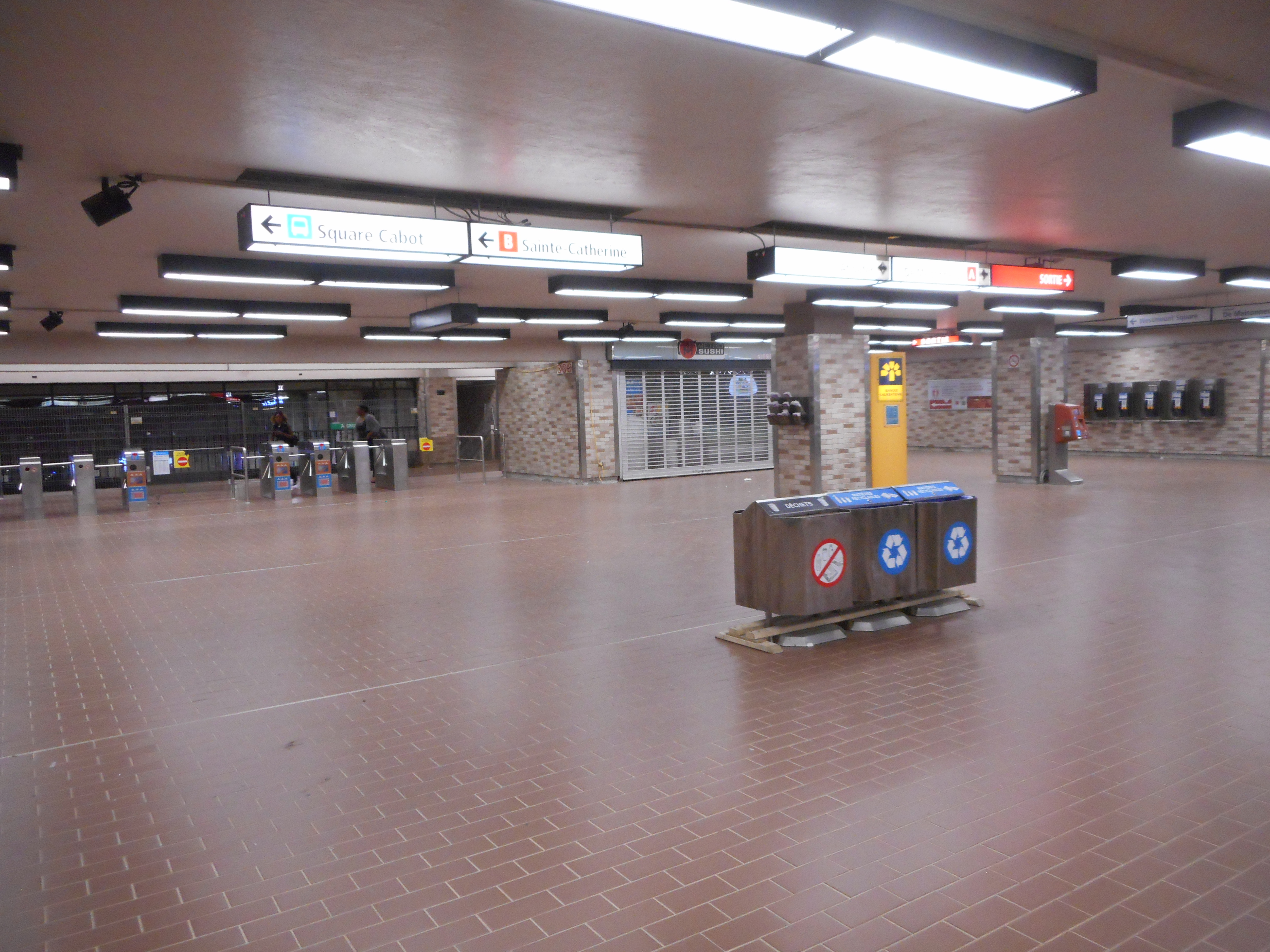

### Desserte
Atwater est desservie par les rames qui circulent sur la ligne verte du métro de Montréal. Le premier passage a lieu : tous les jours, à 05h53, en direction de Angrignon, et à 05h42, en direction de Honoré-Beaugrand, le dernier passage a lieu : direction Angrignon, en semaine et le dimanche à 01h04, le samedi à 01h34 ; direction Honoré-Beaugrand, en semaine et le dimanche à 00h47, le samedi à 01h17. Les fréquences de passage sont de 3 à 12 minutes suivant les périodes.

Installations et desserte
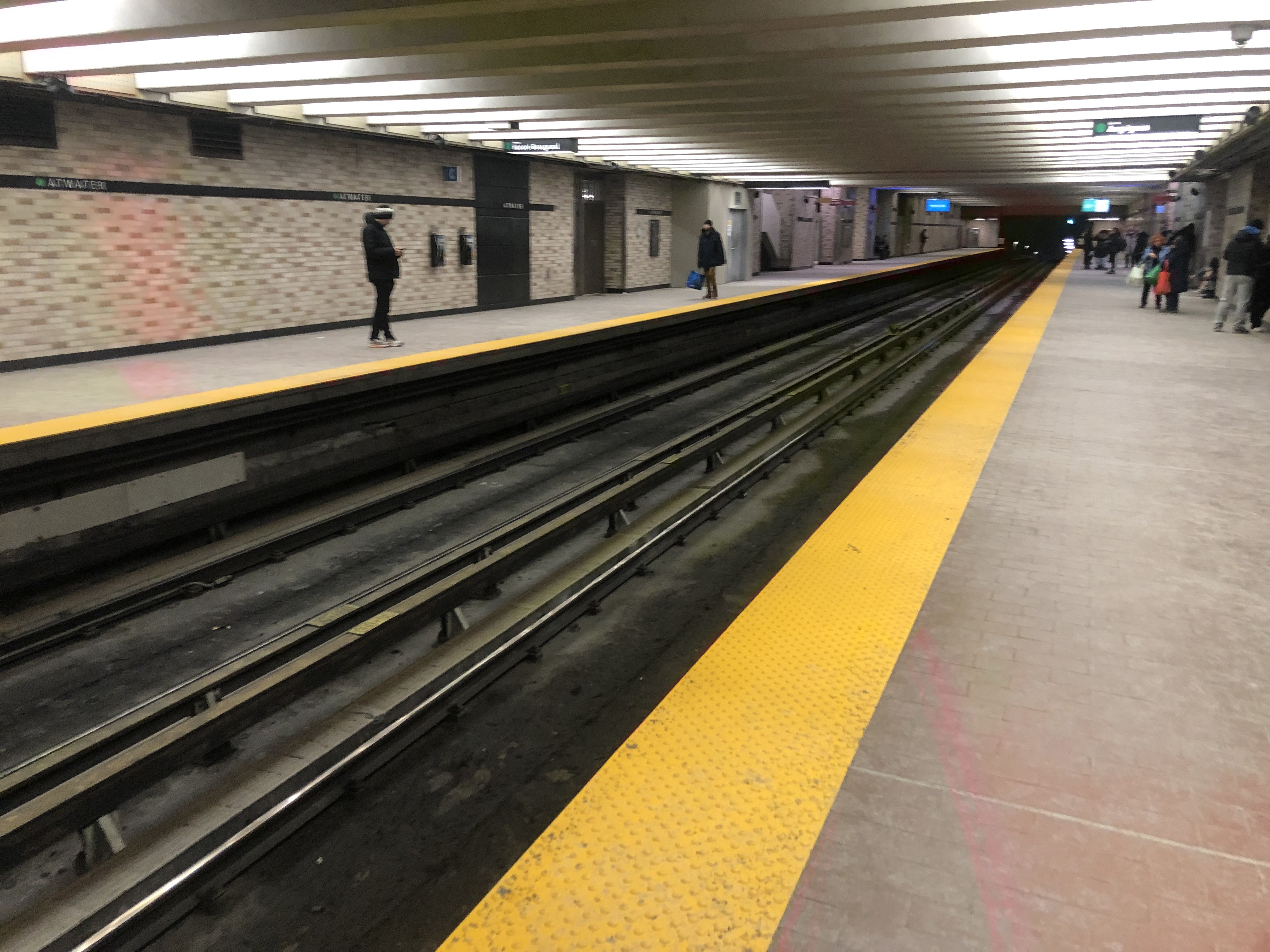
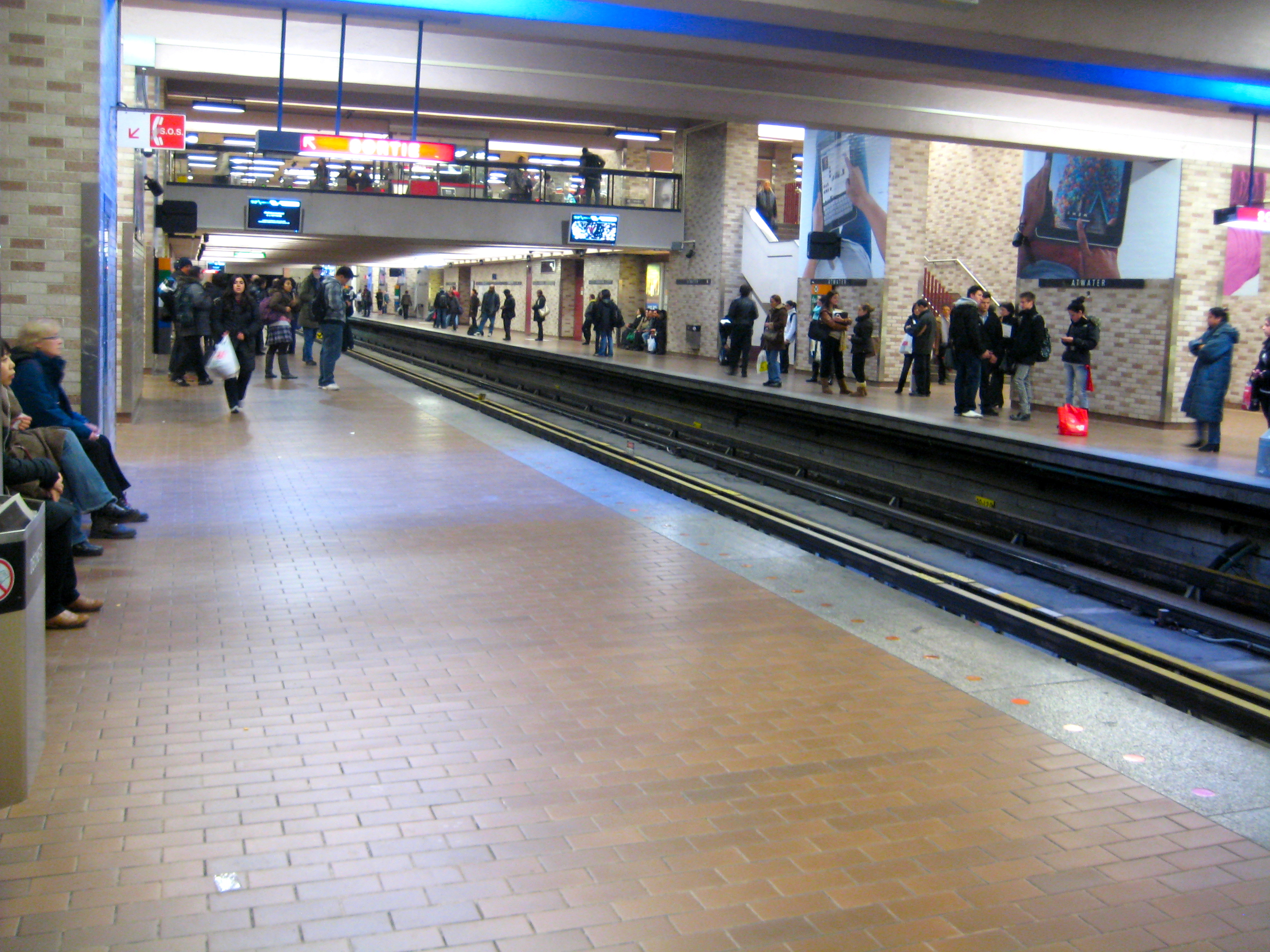
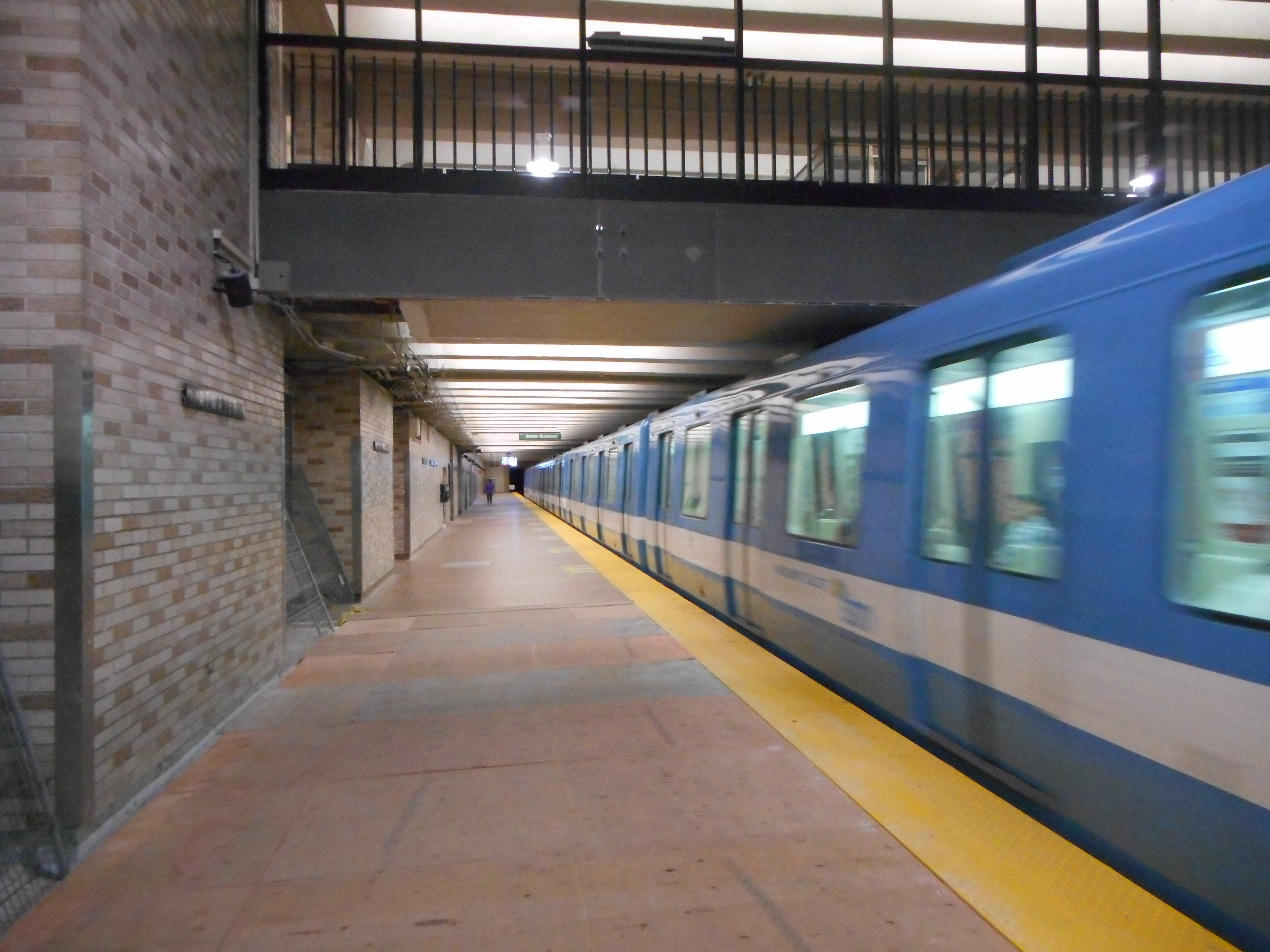

### Intermodalité
Proche de la station, des arrêts d'autobus sont desservis par les lignes de jour : 24 Sherbrooke, 57 Charlevoix, 63 Girouard, 90 Saint-Jacques, 104 Cavendish, 108 Bannantyne, 138 Notre-Dame-de-Grâce, 144 Avenue des Pins et 150 René-Lévesque ; et par les lignes de nuit : 350 Verdun / LaSalle, 354 Sainte-Anne-de-Bellevue / Centre-ville, 355 Pie-IX, 356 Lachine / YUL Aéroport / Des Sources, 358 Sainte-Catherine, 360 Avenue des Pins,  364 Sherbrooke / Joseph-Renaud, 369 Côte-des-Neiges,  371 Décarie et 376 Pierrefonds / Centre-ville,.
Depuis le 26 août 2024, la ligne 15 Sainte-Catherine est abolie dans le cadre de la refonte du réseau de bus de la STM, au profit de la ligne 150 René-Lévesque dont la fréquence sera bonifiée. La 57 Pointe-Saint-Charles sera rebaptisée la 57 Charlevoix, desservant les stations Georges-Vanier, Charlevoix et les quartiers Petite-Bourgogne et Pointe-Saint-Charles.

## À proximité
- Accès à un segment du Montréal souterrain
- Complexe Alexis Nihon
- AMC Pepsi Forum (Forum de Montréal)
- Hôpital Reddy Memorial
- Hôpital de Montréal pour enfants
- Westmount Square
- Square Cabot
- Collège Dawson
- Bibliothèque Atwater, 1200, av. Atwater
- Village Shaughnessy